# Островець (Болгарія)
О́стровець (болг. Островец) — село в Кирджалійській області Болгарії. Входить до складу общини Кирково.

## Населення
За даними перепису населення 2011 року у селі проживали 342 особи, з них 337 осіб (99,7%) — турки.
Розподіл населення за віком у 2011 році:
Динаміка населення: